# Minouche la gatta
Minouche la gatta (Minoes) è un film del 2001 diretto da Vincent Bal, tratto  dal romanzo Minùs di Annie M. G. Schmidt.

## Trama
La storia è ambientata nei Paesi Bassi, nell'immaginaria città di Killendoorn.
Nel cuore della notte, un furgoncino attraversa la città carico di barili colmi di sostanze chimiche, ma ne perde uno che cade tra i cespugli di una zona residenziale. La gatta Minouche, incuriosita, si avvicina al barile e lecca il liquido fuoriuscito.
Tibbe è un giornalista che lavora per il quotidiano locale, ma a causa del suo carattere piuttosto timido e impacciato scrive articoli banali e irrilevanti. La sua caporedattrice gli concede un'ultima possibilità per scrivere una notizia vera per il giorno seguente, altrimenti sarà costretta a licenziarlo. Sconsolato, Tibbe va in piazza e acquista delle sardine dal pescivendolo Harry come magra consolazione, quando all'improvviso vede una donna arrampicatasi su un albero perché spaventata da un cane. Quando il cane se ne va la donna salta giù dall'albero con una certa agilità e Tibbe, trovando il fatto piuttosto curioso, si appresta a intervistarla, ma lei scompare prima che lui se ne accorga.
Arriva la sera e Tibbe non sa ancora cosa scrivere. Improvvisamente, la donna che aveva incontrato nel pomeriggio si introduce nel suo appartamento passando dalla finestra, in cerca di cibo e di un posto caldo dove passare la notte: dice di chiamarsi Minouche e afferma di essere in realtà una gatta. Tibbe è piuttosto scettico, ma quando Minouche gli dice che ha saputo dalla gatta del parroco che nel cimitero è sepolto un vaso pieno di monete d'oro, vi si reca immediatamente e scopre che è tutto vero. Da quel momento Tibbe accetta di ospitare Minouche, che conosce molte notizie interessanti apprese dai gatti e grazie al suo aiuto in breve tempo diventa il giornalista più apprezzato della città. Minouche fa amicizia anche con Bibi Van Dam, la piccola figlia degli affittuari di Tibbe e che è solita fare compagnia a quest'ultimo.
Tuttavia, vi è un articolo che Tibbe non ha il coraggio di scrivere, un articolo sul ricco signor Ellemeet, proprietario di una fabbrica di deodoranti situata ai margini di Killendoorn: egli è considerato un uomo molto rispettabile in quanto noto benefattore e un vero amante degli animali dato che è stato nominato come nuovo presidente del club Amici degli animali. In realtà, tutti i gatti sanno che le cose non stanno così: infatti hanno scoperto che è stato lui a bastonare la randagia Bigia che si era introdotta in casa sua per mangiare dal tavolo da pranzo, a investire il furgoncino di Harry senza prestargli soccorso ma per fortuna senza ferirlo gravemente, e a gettare i cuccioli della Bigia – che gli erano stati consegnati in buona fede dal sindaco – in un cassonetto della spazzatura col rischio che il camion dei rifiuti li portasse via, ma che vengono tratti in salvo da Minouche e Bibi.
Minouche e Bibi convincono Tibbe a far pubblicare l'articolo su Ellemeet intitolato «Ellemeett: benefattore o malfattore?», in cui parla, tra l'altro, anche delle sostanze chimiche che l'uomo porterebbe in giro per la città di notte, nonché del suo tentativo di corrompere il sindaco con la costruzione di una piscina in giardino in cambio del permesso per ampliare la sua fabbrica. Di conseguenza l'intera cittadina considera Tibbe un bugiardo, tanto che viene licenziato dal giornale dopo essersi rifiutato di scrivere un articolo di rettifica, e viene quasi sfrattato dall'appartamento.
Minouche e Bibi decidono di aiutare Tibbe a uscire da questa difficile situazione, perciò, insieme ai gatti di Killendoorn, attirano Ellemeet in una trappola e lo filmano segretamente in diverse occasioni nell'atto di affrontare brutalmente un gruppo di gatti che lo hanno seguito per tutto il giorno, oltre a dare uno schiaffo a Bibi dopo averla scoperta a deriderlo nel proprio giardino. Questo filmato viene proiettato durante un affollato convegno tenuto dallo stesso Ellemeet riguardo al progetto di ampliamento della sua fabbrica chimica.
Tutti i presenti sono scioccati e l'opinione pubblica condanna Ellemeet. Quando Tibbe fa presente che in tale fabbrica possono essere trovate ulteriori prove contro Ellemeet, mobilita l'intera cittadina a recarsi alla fabbrica, dove con una gru Tibbe estrae da una fossa il furgoncino col quale Ellemett trasportava le sostanze chimiche attraverso la città, di notte e in segreto, e aveva investito Harry. Ellemeet cerca di fuggire con la moglie in Cile, ma quando vede la gente nella sua proprietà li affronta insultandoli e dicendo che se Killendoorn è una città prospera è solo grazie ai suoi patrocini e sovvenzioni. Harry e il sindaco lo puniscono gettandolo nella fossa, e successivamente viene portato in commissariato.
Il giorno dopo Tibbe viene reintegrato al giornale e può tornare tranquillamente nel suo appartamento, ma nonostante ciò è molto triste perché Minouche se n'è andata e a lui manca moltissimo, al di là delle sue strambe abitudini feline. Minouche è infatti tornata al quartiere di Emmalaan dove sua sorella ha catturato un raro fringuello da farle mangiare, grazie al quale potrebbe tornare in forma felina dato che i fringuelli mangiano erbe medicinali e possono dunque annullare la sua trasformazione. Minouche decide però liberare l'uccellino per rimanere umana e restare con Tibbe, del quale si è innamorata, ricambiata. Minouche raggiunge dunque Bibi e Tibbe, e festeggiano insieme.
Durante i titoli di coda viene proiettato il filmato delle nozze di Tibbe e Minouche, che avvengono sul tetto dell'hotel.

## Colonna sonora
L'album della colonna sonora, firmata da Peter Vermeersch (ed eseguita dall'orchestra Flat Earth Society da lui fondata), è stato pubblicato da ZONK Records il 25 settembre 2001. Contiene 41 tracce per un totale di 36:06.

## Distribuzione
Il doppiaggio in lingua italiana di Minouche la gatta è stato curato da LaBibi.it nel 2004, su dialoghi di Daniela Nobili e con la direzione del doppiaggio di Gianni G. Galassi.

## Riconoscimenti (parziale)
- 2002 – Film Festival dei Paesi Bassi[2]
  - Miglior film
  - Miglior attrice a Carice van Houten
  - Candidatura al miglior attore a Theo Maassen